# سعیدآباد (ماکو)
سعیدآباد یک روستا در ایران است که در دهستان قلعه دره سی واقع شده‌است. سعیدآباد ۱۴ نفر جمعیت دارد.